# Elaphristis
Elaphristis là một chi bướm đêm thuộc họ Erebidae.

## Loài
- Elaphristis anthracia Meyrick, 1891
- Elaphristis anthracitis Turner, 1902
- Elaphristis leucochorda Turner, 1902
- Elaphristis melanica Turner, 1902
- Elaphristis psoloessa Turner, 1909